# 逢侯丑
逢侯丑（?—?），战国时期楚国将领，生活在楚怀王时代。
前312年（周赧王三年、秦惠文王后十三年、楚怀王十七年、韩宣惠王二十一年、齐宣王八年），樗里疾、魏章率领秦国、韩国联军在丹阳（今河南省淅川县丹水和淅水交汇处一带）击败楚军。楚军被斩首八万，楚国大将军屈匄及裨将军逢侯丑等七十余名将领被俘。
明代小说《东周列国志》中，楚怀王派屈匄为大将、逢侯丑为副将带兵十万由天柱山西北攻打秦国的蓝田（今陕西省蓝田县）。秦惠文王命魏章为主将、甘茂为副将，派兵十万迎战楚军，齐湣王派匡章率军助战秦国，楚军大败于丹阳。屈匄被甘茂斩杀，逢侯丑等七十余名楚国将领战死。